# Meester van de David-scènes

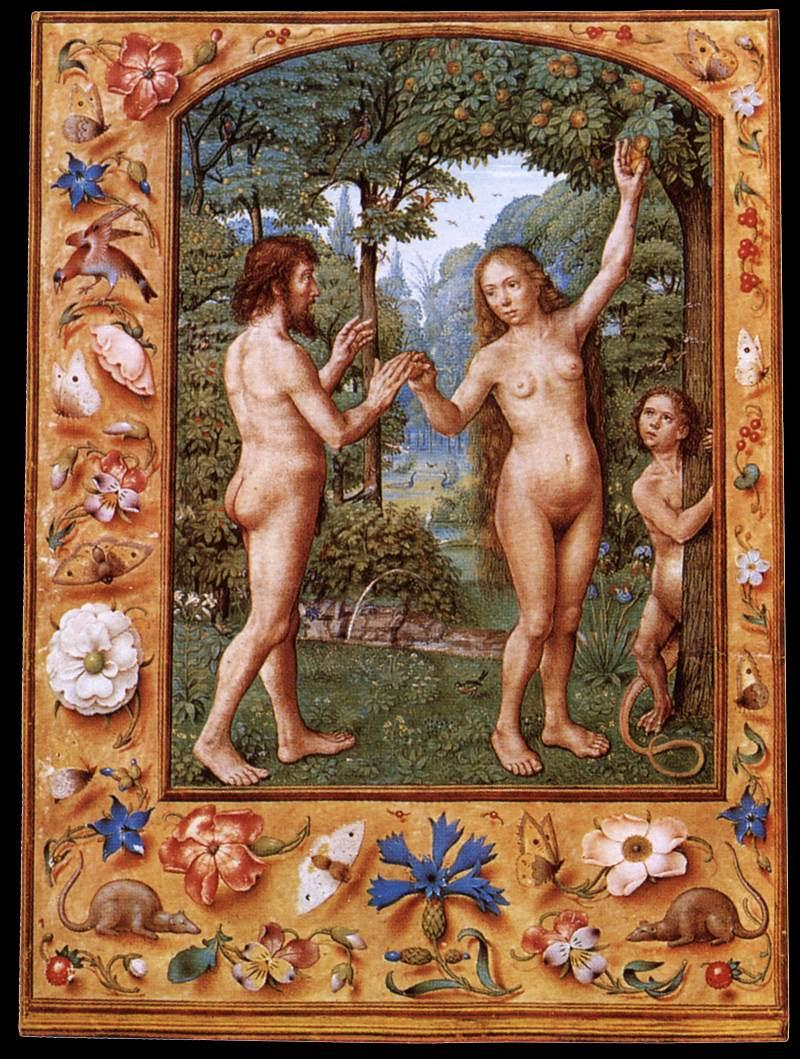
Breviarium Grimani, f286v bij het begin van het psalter, de zondeval

De Meester van de David-scènes of voluit Meester van de David-scènes in het Grimani-breviarium is de noodnaam voor de miniaturist die de verluchting van het psalter in het Grimani-breviarium realiseerde.
De Meester van de David-scènes zou gewerkt hebben in Gent tussen ca.1475 en ca. 1520 in de omgeving van miniaturisten van de Gents-Brugse school zoals Gerard Horenbout en Simon Bening. Hij zou een leerling zijn geweest van de Meester van Jacobus IV van Schotland.
De David-meester is gekend voor zijn interpretatie van oudtestamentische scènes zeer dikwijls in typologische combinaties met taferelen uit het Nieuwe Testament. Ook de architecturale randen omheen de miniaturen kan men tot een van zijn stijlkenmerken rekenen evenals de randversiering met Gent-Brugse stooiranden omheen de begintekst van een sectie.

## Enkele van de toegeschreven werken
- Het psalter in het Breviarium-Grimani (1510-1520), Biblioteca Marciana,  cod. Lat. I,99
- Gebedenboek, Copenhagen Kongelige Bibliothek, Gl.Kgl.Saml. 1605 4°
- Brukenthal Breviarium, Sibiu Romania Museu Brukenthal, Ms.761
- Het Vlaamse getijdenboek van Maria de' Medici[4], 1515-1520, Oxford, Bodleian Library, Ms. Douce 112
- Getijdenboek naar Romeins gebruik, Yale University, Beinecke Rare Book and Manuscript Library, Ms. 287
- Zangboek van Johanna van Castilië, Koninklijke Bibliotheek van België, Ms. IV 90.
- Enkele miniaturen in het getijdenboek van Johanna van Castilië, British Library, Add. Ms. 35313.

## Weblinks
- Brukenthal Breviarium online
- Ms. Douce 112 online
- Jacobus de Meerdere, getijdenboek van Johanna van Castilië
- Zangboek van Johanna van Castilië
- Beinecke Ms.287 online